# Aleyna Solaker
Aleyna Solaker (5 de diciembre de 1994, Estambul, Turquía) es una actriz turca muy conocida por su papel de «Meral Kendir» en la serie Kırgın Çiçekler.
Solaker también es modelo participando en diferentes campañas publicitarias en Turquía. Ha actuado en películas como Aşktroloji y Ahmet Iki Gözüm.

## Filmografía
| Televisión | Televisión      | Televisión   | Televisión |
| Año        | Título          | Personaje    | Notas      |
| ---------- | --------------- | ------------ | ---------- |
| 2015-2018  | Kırgın Çiçekler | Meral Kendir | Principal  |
| Cine       |                 |              |            |
| Año        | Título          | Personaje    | Notas      |
| 2018       | Aşktroloji      | Tugba        | Principal  |
| 2020       | Ahmet Iki Gözüm | Ceylan       | Principal  |